# إرناندو دي سوتو
إرناندو دي سوتو (بالإسبانية: Hernando de Soto، ولد في 1500، خيريث دي لوس كاباييروس، بطليوس، إسبانيا - توفي في 21 مايو 1542، نهر مسيسيبي، الولايات المتحدة) قائد ومستكشف إسباني، وقد اشتهر بأنه مكتشف نهر ميسيسيبي (ولكن هذا خطأ إذ رآه قبله ألونسو ألفاريث دي بينيدا عام 1519 م).

## رحلاته الأولى
ولد دي سوتو لعائلة فقيرة وإن كانت ذات مركز جيد، وكان مديناً لإحسان بيدرو أرياس دافيلا لمتابعة دراساته في الجامعة.
في عام 1519 م رافق دي أفيلا في رحلته الثانية إلى خليج دارين. في 1528 م استكشف ساحل غواتيمالا ويوكاتان، وفي عام 1532 م قاد 300 متطوع لتعزيز قوات فرانثيسكو بيثارو في بيرو. لعب دورا بارزاً في غزو مملكة إنكا (وساعد على القبض على أتاوالبا وحراسته، واكتشف ممراً عبر الجبال إلى كوزكو)، وعاد إلى إسبانيا مع ثروة تقدر بنحو 180,000 دوقت، والتي مكنه من أن يتزوج ابنة راعيه دي أفيلا الكبير في السن، ولكي يبقي على مركزه كنبيل.

## رحلة الميسيسيبي
تحمس دي سوتو لتقارير ألفار نونييث كابيثا دي فاكا وآخرين عن ثروات فلوريدا (وهو تعبير كان مستعملاً بشكل أوسع كثيرا عما كان عليه لاحقاً)، وباع جزءاً عظيماً من أملاكه، وجمع قوة من 620 رجلا و 123 حصاناً وسلّح أربعة سفن، وحصل من كارلوس الخامس على تفويض كحاكم مفوض لأراضي فلوريدا وواليا على كوبا. أبحر من سان لوكار (شلوقة) في أبريل 1538 م، وذهب إلى هافانا أولاً، والتي كانت قاعدته المتقدمة لعملياته؛ وانطلق من هناك في 12 مايو 1539 م وحط في نفس الشهر في خليج إسبريتو سانتو على الساحل الغربي لولاية فلوريدا.
قاد دي سوتو رجاله لأربع سنوات تقريباً في بحث غير مثمر عن الذهب هنا وهناك على المنطقة الجنوبية الشرقية لأمريكا الشمالية. أما الطريق الذي سلكه بالضبط يحوم عليه الشك؛ لكنه يبدو أنه عبر شمالاً إلى جورجيا بمقدار 35' شمالاً ثم جنوباً إلى نواحي موبايل، ألاباما، وأخيراً إلى الشمال الغربي نحو ميسيسيبي. ووصل هذا النهر في وقت مبكر من العام 1541 م، وقضى الشتاء التالي في منطقة نهر واشيتا، في آركانساس ولويزيانا، غرب ميسيسيبي. عاد الفريق في عام 1542 م على مسار ميسيسيبي، ومات دي سوتو (أما في مايو أو يونيو؛ 25 يونيو ربما يكون هو التاريخ الحقيقي)، ورميت جثته في مياه النهر. وفشلت محاولة الفريق في التوغل نحو الغرب ثانية في تكساس، فتقدم الرجال، الذين كانوا تحت إمرة لويس موسكوسو دي ألفارادو، على مسار ميسيسيبي إلى البحر في تسعة عشر يوماً من نقطة قرب ملتقى نهر آركانساس بالنهر العظيم، ومن هناك تقدموا على طول خليج المكسيك إلى نهر بانوكو.

## سجلات الرحلة
توجد الآن ثلاث قصص مختلفة جداً عن هذه الرحلة التي باءت بالفشل، لكل يبدو أن لكل منها أصل مستقل. نشرت الرواية الأولى في عام 1557 م في يابرة، وهي تظهر أنها من عمل سيد برتغالي من يلبش رافق الرحلة. ونشرت ترجمة إنجليزية لها من قبل ريتشارد هاكلوت في عام 1609 م (أعيدت طباعة هذه النسخة في عام 1611 م من جمعية هاكلوت في لندن وأُعيد طبعها مجددا في عام 1851 م)، وأخرى من قبل مترجم مجهول في عام 1686 م، والأخير استند على نسخة فرنسية من قبل سيتري دي لا غيت (باريس، 1685 م).
القصة الثانية هي تاريخ فلوريدا بقلم إنكا غارسيلاسو دي لا فيغا، الذي جمع معلوماته من فارس إسباني كان موجودا في الرحلة؛ وأكمل العمل في عام 1591 م، ظهر العمل أولا في لشبونة عام 1605 م تحت عنوان لا فلوريدا ديل إنكا، ومنذ ذلك الحين ظهرت العديد من الطبعات في لغات مختلفة.
أما الثالثة فكانت تقريرا قدم إلى كارلوس الخامس ملك إسبانيا في مجلس الهند في عام 1544 م، من قبل لويس هرنانديث دي بييدما الذي رافق دي سوتو كوكيل للملك.

### صور

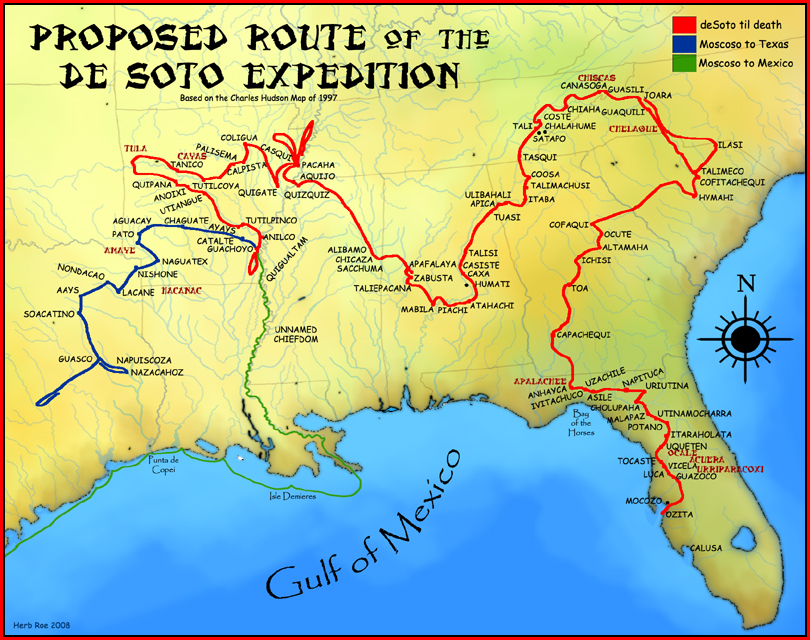
مسار مفترض لرحلة دي سوتو؛ تظهر رحلته حتى وفاته باللون الأحمر، وبقيادة موسكوسو إلى الغرب بالأزرق، وفي طريق العودة إلى المكسيك بالأخضر.
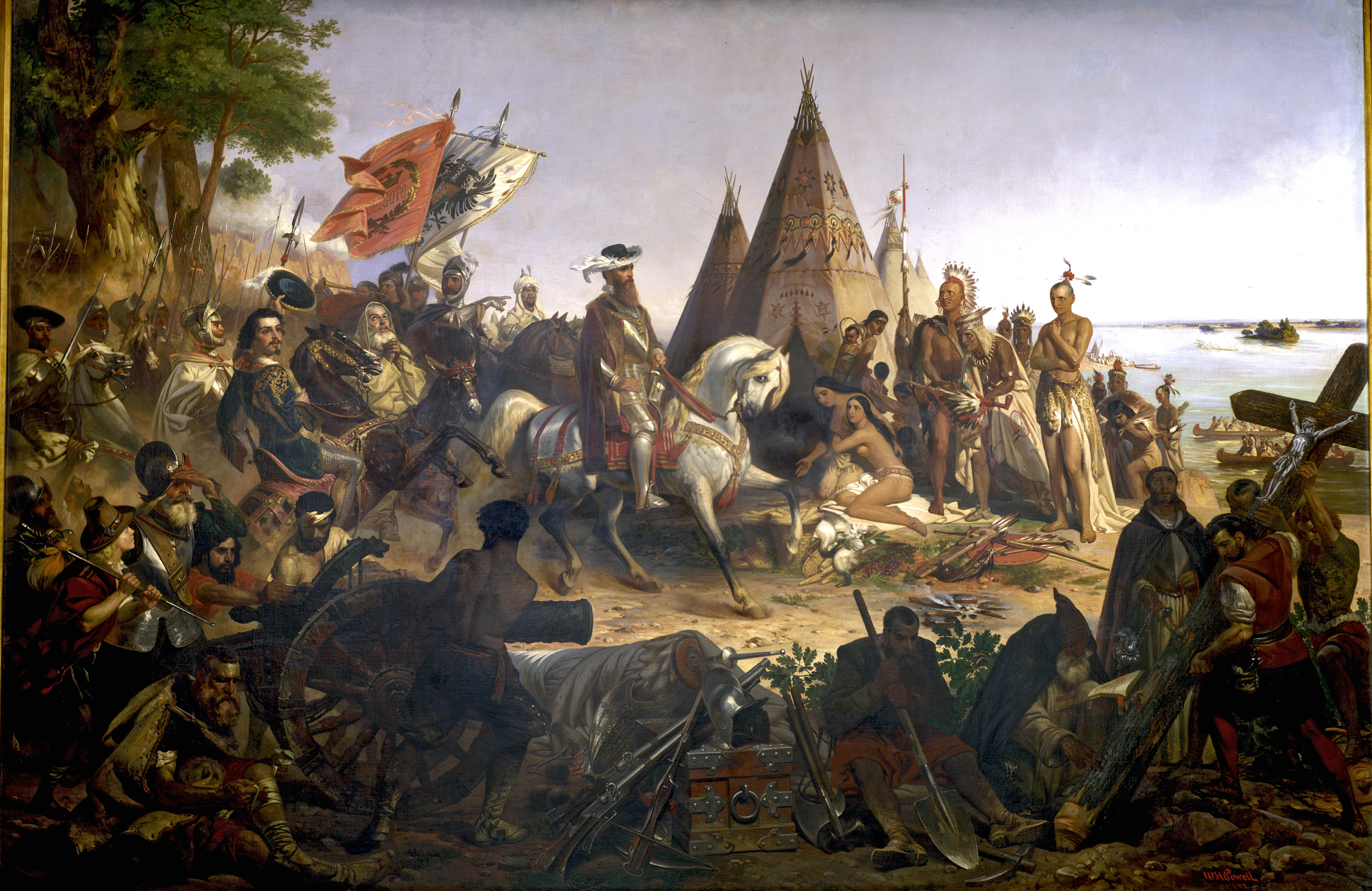
اكتشاف الميسيسيبي بريشة وليام هنري باول
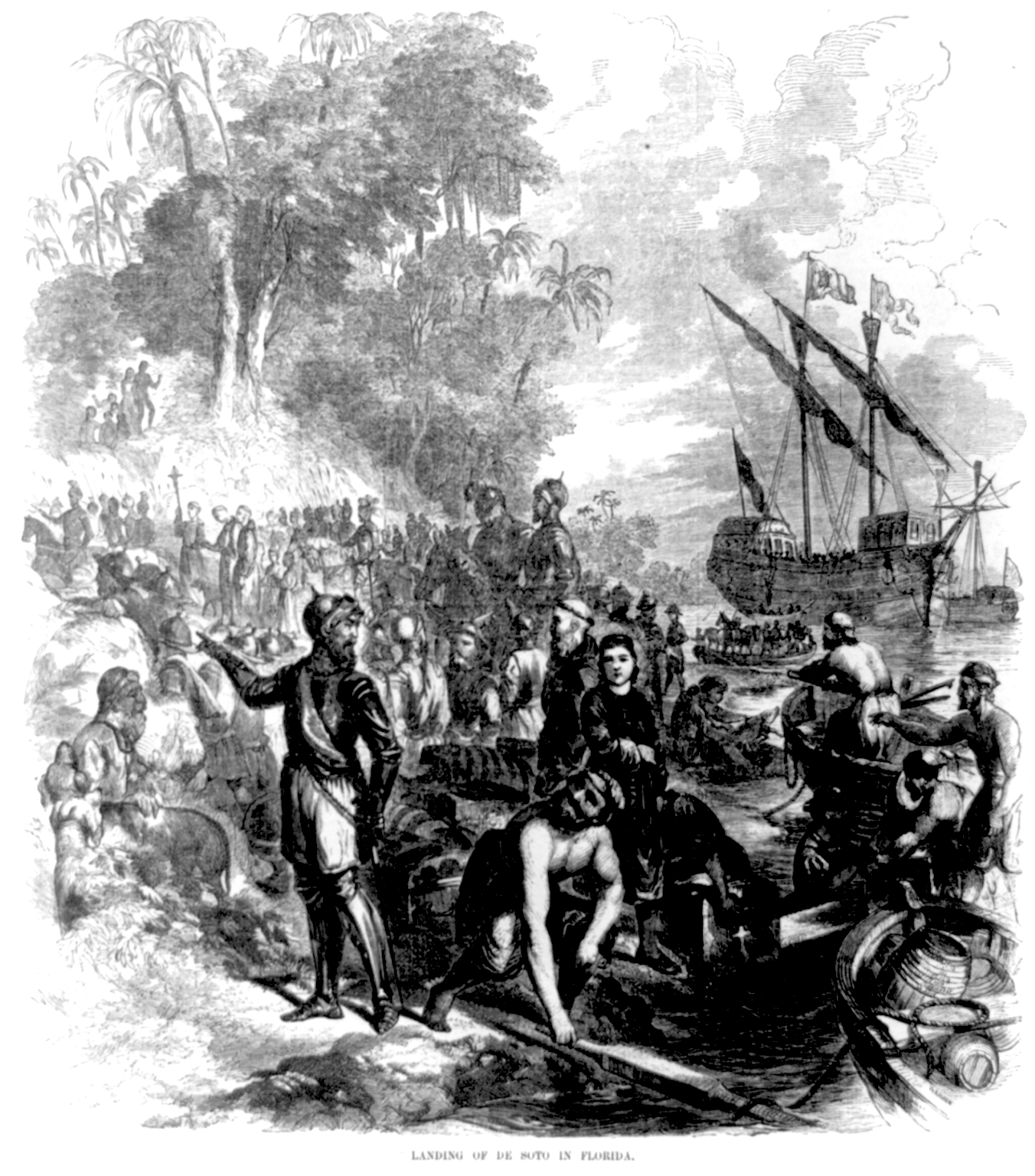
اكتشاف إرناندو دي سوتو لفلوريدا
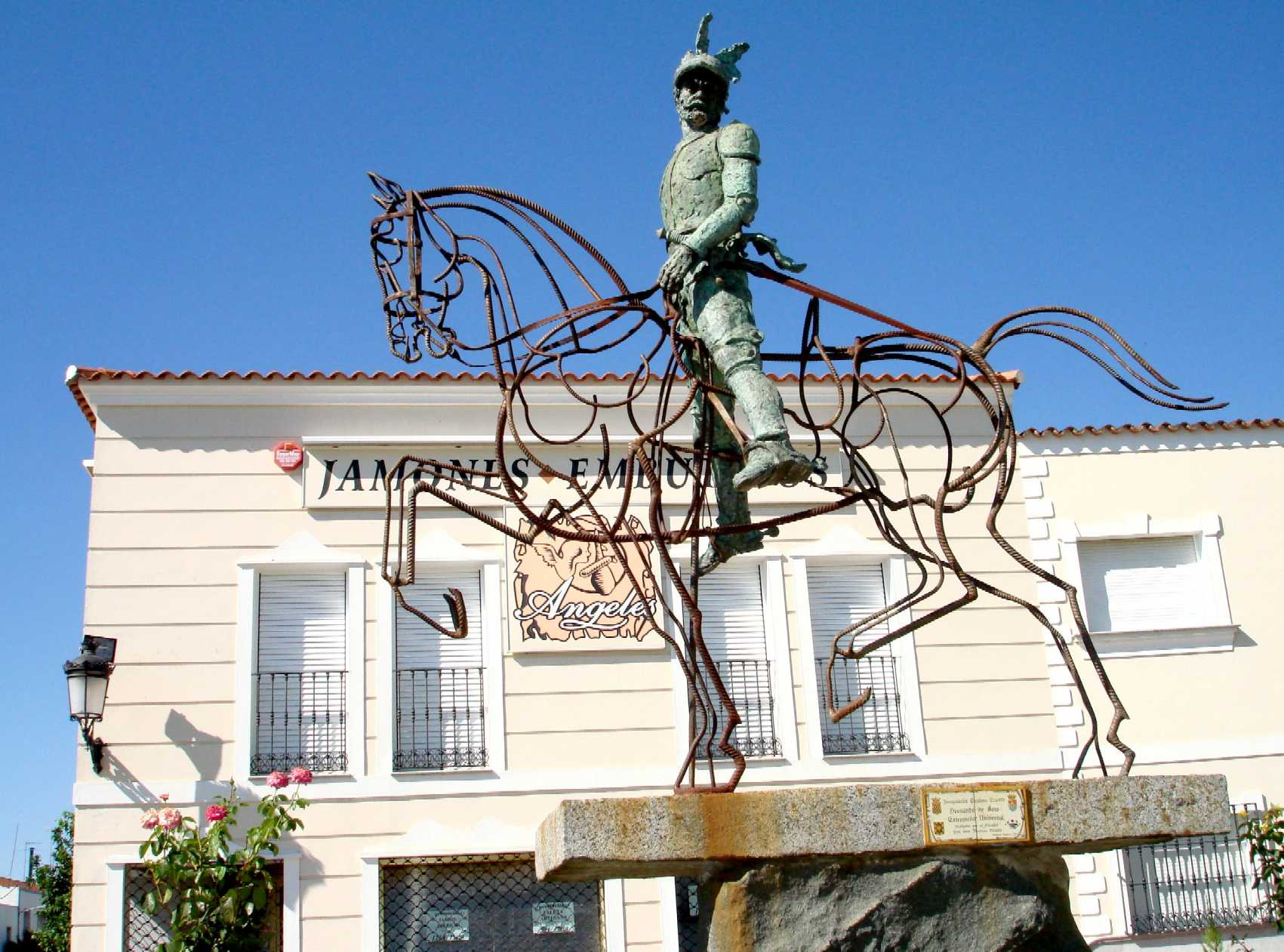
تمثال لإرناندو دي سوتو باركاروتا، بطليوس

## روابط خارجية
- إرناندو دي سوتو على موقع الموسوعة البريطانية (الإنجليزية)
- إرناندو دي سوتو على موقع إن إن دي بي (الإنجليزية)